# Missa vermelha

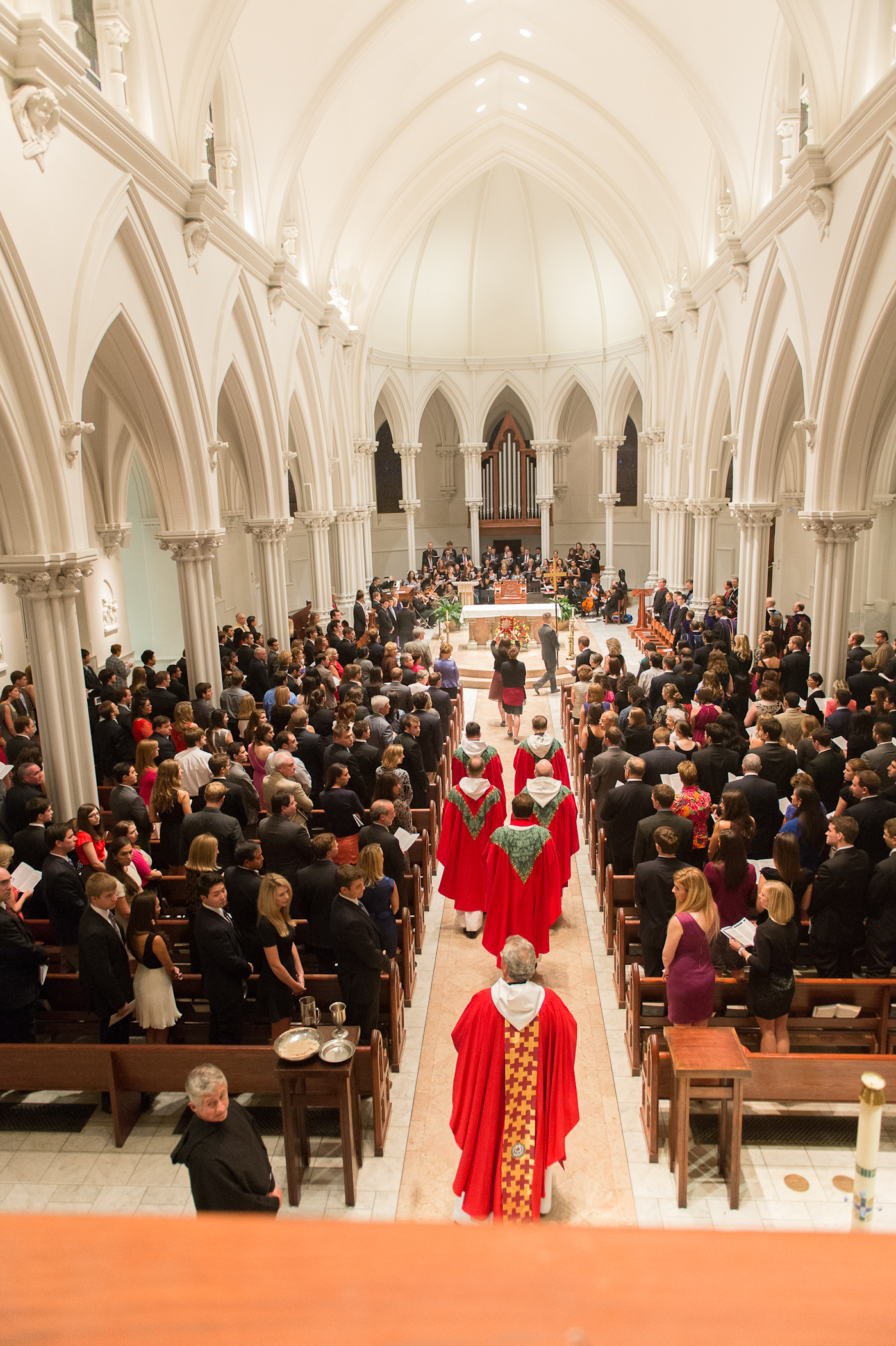
Missa Vermelha na Universidade Villanova

A missa vermelha é uma missa celebrada anualmente na Igreja Católica para todos os membros da profissão jurídica, independentemente da filiação religiosa: juízes, advogados, escola de direito professores, estudantes de direito e funcionários do governo, marcando a abertura do ano judicial. Através de petição de oração e ação de graças e pedidos de orientação do Espírito Santo; pede-se na missa vermelha para todos os que buscam a justiça, e oferece à comunidade jurídica uma oportunidade para refletir sobre o que os católicos acreditam ser Deus, e o poder e a responsabilidade de todos profissão jurídica.
Originada na Europa durante a Alta Idade Média, a Missa Vermelha é chamada de vestimentas vermelhas tradicionalmente usadas no simbolismo das línguas de fogo (o Espírito Santo) que desceu sobre os apóstolos em Pentecostes ( Atos 2: 1-4 ). Seu nome também exemplifica as vestes escarlates usadas pelos juízes reais que compareceram à missa séculos atrás.
Em muitos países com uma tradição protestante, como Inglaterra, País de Gales e Austrália, um culto semelhante é realizado para marcar o início do ano legal, com juízes que costumam usar suas roupas cerimoniais.

## História
A primeira missa vermelha registrada foi celebrada na Catedral de Paris em 1245. Em certas localidades da França, a Missa Vermelha foi celebrada em homenagem a Santo Ivo, o santo padroeiro dos advogados. A partir daí, se espalhou para a maioria dos países europeus . A tradição começou na Inglaterra por volta de 1310, durante o reinado de Eduardo II. Participaram na abertura de cada mandato da Corte por todos os membros do Banco e Ordem. Hoje, a Missa Vermelha é comemorada anualmente na Catedral de Westminster.
Nos Estados Unidos, a primeira missa vermelha foi realizada em 1877 na Saints Peter and Paul Church Detroit, Michigan, pelo Detroit College, como a Universidade de Detroit Mercy era conhecida na época. A Faculdade de Direito da UDM retomou a tradição a partir de 1912 e continua mantendo-a anualmente. Na cidade de Nova York, a Missa Vermelha foi realizada pela primeira vez em 1928 na Igreja de St. Andrew, perto dos tribunais da Praça Foley, comemorada pelo cardeal Patrick Joseph Hayes, que defendia e apoiava fortemente a parte da comunidade jurídica na evangelização.
No Canadá, a Missa Vermelha foi celebrada pela primeira vez na cidade de Quebec em 1896, em Toronto em 1924 e em Montreal em 1944. Seu patrocínio foi assumido pela Associação de Nossa Senhora do Bom Conselho em 1931 e pela Associação dos Advogados de Thomas More em Toronto desde 1968. Foi reinstituído em Sydney, na Austrália, em 1931.

## Missa vermelha hoje
A principal diferença entre a Missa Vermelha e uma Missa tradicional é que o foco da oração e das bênçãos se concentra nos papéis de liderança dos presentes. Os dons do Espírito Santo: sabedoria, entendimento, conselho e coragem, são habitualmente invocados sobre os presentes.

### Irlanda
Na Irlanda, a missa votiva do Espírito Santo (missa vermelha) é realizada anualmente na primeira segunda-feira de outubro, que é o primeiro dia do mandato da lei de Michaelmas. A cerimônia é realizada na igreja católica romana de St. Michan, que é a igreja paroquial dos Quatro Tribunais. Participa do judiciário, advogados e advogados irlandeses, além de representantes do corpo diplomático, Gardaí, judiciário da Irlanda do Norte, inglês e escocês. O judiciário não usa suas vestes judiciais, embora o vestido formal da manhã seja usado. O jornalista Dearbhail McDonald descreveu isso como "um lembrete grave e necessário dos impressionantes poderes e responsabilidades de todos aqueles que dispensam justiça, incluindo juízes, advogados, governo e gardaí ". Uma cerimônia paralela é realizada na Igreja da Irlanda de St. Michan (protestante anglicano).

### Filipinas
Nas Filipinas, a Universidade De La Salle, a Universidade Xavier - Ateneo de Cagayan e outras escolas jesuítas, e a Universidade Holy Angel celebram anualmente a Missa Vermelha, que chamam de "Missa do Espírito Santo". A Universidade de Santo Tomas, o Colégio de San Juan de Letran (dominicanos) e a Universidade de San Beda (beneditinos) também celebram a Missa Vermelha, conhecida como Misa de Apertura, que é seguida pelo Discurso de Apertura para abrir formalmente o ano acadêmico.

### Escócia
Na Escócia, uma Missa Vermelha é realizada anualmente todo outono na Catedral de Santa Maria, em Edimburgo, para marcar o início do ano judicial escocês. Participam juízes católicos do Supremo Tribunal de Justiça, xerifes, advogados, solicitadores e estudantes de direito, todos vestidos com suas vestes de escritório. As vestes do Senhor Comissário do Justiciário estão vermelhas e brancas.

### Estados Unidos
Uma das missas vermelhas mais conhecidas é a celebrada a cada outono na Catedral de São Mateus Apóstolo, em Washington, DC, no domingo antes da primeira segunda-feira de outubro (a Suprema Corte se reúne na primeira segunda-feira de outubro). É patrocinado pela John Carroll Society e atendido por alguns juízes da Suprema Corte, membros do Congresso, corpo diplomático, Gabinete e outros departamentos do governo e, às vezes, o Presidente dos Estados Unidos. Todos os anos, no Brunch após a Missa Vermelha, a Sociedade confere seu Prêmio de Serviço Jurídico Pro Bono para agradecer a advogados e escritórios de advocacia que prestaram um serviço excepcional.
A juíza Ruth Bader Ginsburg, judia, costumava assistir à missa vermelha com seus colegas cristãos, mas não o faz mais devido à sua objeção ao uso de imagens de fetos abortados durante uma homilia que se opõe ao aborto.
A primeira missa vermelha nos Estados Unidos foi celebrada na Igreja de São Pedro e São Paulo (Detroit) em 1877, sob os auspícios do que hoje é a Universidade de Detroit Mercy. A tradição foi retomada em 1912 e é realizada anualmente desde então. Esta missa vermelha é a mais antiga realizada continuamente nos Estados Unidos. A conhecida Missa Vermelha em Nova York foi comemorada pela primeira vez em 1928. A primeira missa vermelha em Boston foi celebrada em 4 de outubro de 1941 na Igreja da Imaculada Conceição, sob os auspícios do Boston College. Também é celebrada uma Missa Vermelha na Catedral de São José, na Diocese de Manchester, New Hampshire, na Universidade de San Diego e na Basílica da Assunção, na Arquidiocese de Baltimore . Uma missa vermelha foi observada pela primeira vez em Washington, DC, em 1939, no Santuário Nacional da Imaculada Conceição. Ele continuou como um evento anual lá, sob os auspícios da faculdade de direito da Universidade Católica da América. Foi realizada em janeiro para coincidir com a abertura do Congresso. Em 1953, foi transferido para a Catedral de São Mateus, mas continuou sendo realizado no início do ano até 1977.